# Савята
Савя́та (рос. Савята) — присілок у складі Даровського району Кіровської області, Росія. Входить до складу Вонданського сільського поселення.
Населення становить 40 осіб (2010, 65 у 2002).
Національний склад станом на 2002 рік — росіяни 94 %.